# Hermogen (Gołubiew)
Hermogen, imię świeckie Aleksiej Stiepanowicz Gołubiew (ur. 20 lutego?/3 marca 1896 w Kijowie, zm. 7 kwietnia 1978 tamże) – rosyjski biskup prawosławny.

## Życiorys
Jego ojciec był wykładowcą historii Kościołów prawosławnych w Kijowskiej Akademii Duchownej. Ukończył III gimnazjum w Kijowie, po czym podjął studia teologiczne w Moskiewskiej Akademii Duchownej, którą w 1919 ukończył z tytułem magistra teologii prawosławnej. 21 czerwca 1919 złożył wieczyste śluby mnisze w Monasterze Daniłowskim, przed biskupem Teodorem (Pozdiejewskim). Ten sam duchowny 7 września 1919 wyświęcił go na hierodiakona. Hermogen został skierowany do Ławry Pieczerskiej. 28 sierpnia 1921 patriarcha moskiewski i całej Rusi Tichon wyświęcił go na hieromnicha.
W 1922 metropolita kijowski i egzarcha Ukrainy Michał (Jermakow) nadał mu godność archimandryty. W 1926 bracia Ławry Pieczerskiej wybrali archimandrytę Hermogena na przełożonego klasztoru, którym duchownym pozostawał do likwidacji monasteru przez władze stalinowskie.
27 stycznia 1931 archimandryta Hermogen został skazany na dziesięć lat łagrów pod zarzutem prowadzenia działalności antyradzieckiej. Chociaż w 1939 uzyskał ułaskawienie, do służby duszpasterskiej wrócił dopiero po II wojnie światowej, jako proboszcz parafii w Trusowie (Obwód astrachański). W czerwcu 1945 został proboszczem parafii przy soborze Opieki Matki Bożej w Astrachaniu. Od września 1948 do stycznia 1953 był proboszczem parafii przy soborze w Samarkandzie.
1 marca 1953 w soborze Objawienia Pańskiego w Moskwie miała miejsce jego chirotonia na biskupa taszkenckiego i Azji Środkowej. Jako konsekratorzy w ceremonii udział wzięli patriarcha moskiewski i całej Rusi Aleksy I, metropolita kruticki i kołomieński Mikołaj oraz arcybiskup możajski Makary. Doprowadził do znaczącej rozbudowy soboru Zaśnięcia Matki Bożej w Taszkencie. W 1960 został zwolniony z zarządzania eparchią i skierowany na urlop. Po dwóch latach od zwolnienia z zarządu eparchii został arcybiskupem omskim i tiumeńskim, zaś w 1963 – kałuskim i borowskim.
W 1965 arcybiskup Hermogen został odsunięty od czynnej działalności duszpasterskiej, przesunięty w stan spoczynku z nakazem zamieszkiwania w monasterze w Żyrowicach z powodu swojego protestu przeciwko zmianom w statucie Rosyjskiego Kościoła Prawosławnego dotyczącym sposobu zarządzania parafiami. Wbrew stanowisku Synodu, przyjętemu pod naciskiem władz świeckich, arcybiskup Hermogen domagał się, by proboszczowie byli członkami rad parafialnych, a nie tylko „zewnętrznymi pracownikami” parafii, których usunięcie przez radę było w każdej chwili możliwe. Pismo zredagowane w tej sprawie przez hierarchę zostało podpisane przez dalszych dziewięciu hierarchów. Był to jedyny przypadek podobnego wystąpienia w powojennej historii Rosyjskiego Kościoła Prawosławnego. Mimo odsunięcia od zarządzania katedrą Hermogen nadal kierował do patriarchy pisma w sprawie statutu Kościoła, co zostało – ponownie pod naciskiem władz – uznane za działalność antykościelną.
Arcybiskup Hermogen do końca życia pozostał mnichem Monasteru Żyrowickiego. W 1978 nieoczekiwanie zmarł na atak serca w czasie wyjazdu do rodzinnego Kijowa. Tam też został pochowany.